# دييغو روميرو
دييغو روميرو (بالإسبانية: Diego Romero)‏ هو لاعب كرة قدم أرجنتيني، ولد في 13 يونيو 1988 في ريو غراندي، تييرا ديل فويغو في الأرجنتين. لعب مع نادي كونسيبسيون ‏.

## وصلات خارجية
- دييغو روميرو على موقع قاعدة بيانات كرة القدم.إي يو (الإنجليزية)
- دييغو روميرو على موقع Soccerway.com (الإنجليزية)